# Kleinbahn Schönberg–Nikolausdorf
| Kursbuchstrecke: | 129x (1934) 157n     |                         |                         |
| Spurweite: | 1435 mm (Normalspur) |                         |                         |
| |                      |                         |                         |
| \| \| \| von Lauban \| \| \| \| 0,0 \| Nikolausdorf Reichsbf \| Nikolausdorf Reichsbf \| \| \| \| nach Görlitz \| \| \| \| 4,0 \| Schönberg (Oberlausitz) \| Schönberg (Oberlausitz) \| |                      |                         |                         |
| Strecke |                      | von Lauban              | von Lauban              |
| Bahnhof | 0,0                  | Nikolausdorf Reichsbf   | Nikolausdorf Reichsbf   |
| Abzweig geradeaus und nach rechts |                      | nach Görlitz            | nach Görlitz            |
| Kopfbahnhof Streckenende | 4,0                  | Schönberg (Oberlausitz) | Schönberg (Oberlausitz) |

Die Kleinbahn AG Schönberg–Nikolausdorf war eine private Eisenbahngesellschaft in Preußen. Sie war Eigentümer der normalspurigen Bahnstrecke Schönberg–Nikolausdorf im niederschlesischen Landkreis Lauban.

## Geschichte
Obwohl die Staatsbahnstrecke Görlitz–Lauban bereits 1865 eröffnet worden war und nur wenige Kilometer von der Kleinstadt Schönberg in der Oberlausitz (heute Sulików) vorbeiführte, wurde sie erst mehr als sechzig Jahre später an das Eisenbahnnetz angeschlossen. Die von der Preußischen Staatsbahn geplante Querverbindung der Bahnstrecke Görlitz−Lauban mit der Bahnstrecke Görlitz–Seidenberg–Friedland konnte wegen des Ersten Weltkrieges nicht gebaut werden; auch in den ersten Nachkriegsjahren fehlten die Finanzmittel.
Am 7. Dezember 1926 gründeten das Deutsche Reich, die Provinz Niederschlesien, der Kreis Lauban, die Stadt Schönberg und ein Fabrikant eine Kleinbahngesellschaft.
Sie beschlossen den Bau einer 3,5 Kilometer langen Bahn vom Bahnhof Nikolausdorf (heute Mikułowa) der genannten Hauptstrecke zur Stadt Schönberg, die 1939 mehr als 1900 Einwohner hatte. Sie wurde von der Breslauer Baugesellschaft Schmoschewer & Co. errichtet, die in den ersten Jahren auch den Betrieb führte. Der Verkehr wurde am 29. Oktober 1927 eröffnet.
Sowohl der Personen- als auch der Güterverkehr waren lebhaft. Setzte man 1934 werktags vier und sonntags sechs Zugpaare ein, so waren es 1939 schon werktags acht und sonntags sieben. Selbst im letzten Kriegsjahr 1944 wurde die Zahl nur um ein Zugpaar reduziert. Der Gesellschaft standen 1939 zwei Dampflokomotiven und zwei Triebwagen sowie ein Personen- und zwei Güterwagen zur Verfügung.
Nach dem Zweiten Weltkrieg blieb die Strecke in Betrieb und wurde 1948 bis nach Zawidów (Seidenberg) verlängert, so wie es 35 Jahre zuvor geplant war. Die ehemalige Strecke der Kleinbahn Schönberg–Nikolausdorf ist heute Teil der Bahnstrecke Mikułowa–Bogatynia.